# Beringin Jaya (Ulu Rawas)
Beringin Jaya is een bestuurslaag in het regentschap Musi Rawas van de provincie Zuid-Sumatra, Indonesië. Beringin Jaya telt 1178 inwoners (volkstelling 2010).